# 日比野第1種市街地再開発事業
日比野第1種市街地再開発事業 （ひびのだい1しゅしがいちさいかいはつじぎょう） は、愛知県名古屋市熱田区の日比野駅前にある再開発事業。

## 概要
名古屋市営地下鉄名港線日比野駅周辺の市道江川線などの道路拡張などを含めた再開発事業である。道路用地として全体の半分以上の10,130 m2が使用されており、残りの敷地を高層化して旧地権者などの権利を維持している。これまでに駅と直結した2つの商業・住宅棟と名古屋学院大学の3つのビルが建設され、現在もA-2棟などの別のブロックの再開発事業が進められている。

## ヴェルクレート日比野A棟
地下鉄日比野駅から直結する通路を持つ商業施設とマンションからなるビル。

## ヴェルクレート日比野B棟
地下鉄日比野駅から直結する通路を持つヤマナカ日比野店が入る商業施設とマンションからなるビル。

## 名古屋学院大学日比野学舎
名古屋学院大学が瀬戸から一部移転する為に開設した名古屋キャンパスの一部。近くにあるメインキャンパスの白鳥学舎と一体的に運営されている。